# Sarnów k. Wysokiego Koła
Sarnów koło Wysokiego Koła – zamknięta stacja kolejowa oraz ładownia kolejowa w Sarnowie na linii kolejowej nr 82, w województwie mazowieckim, w Polsce.